# Эдриоастероидеи
Эдриоастероидеи (лат. Edrioasteroidea) — вымерший класс иглокожих, существовавший в палеозойскую эру. Организмы по форме напоминают подушку или диск с пятилучевой симметрией. 
Эдриоастероидеи были бентосными животными, прикреплялись твёрдому субстрату (чаще всего к твёрдому дну или раковинам брахиопод).
Старейшие окаменелости известны в среднекембрийских отложениях (3-й ярус, 521—514 млн лет назад) древнего материка Лаврентия и являются одними из самых древних из известных окаменелостей иглокожих. Последние представители этого класса обнаруживаются в пермском периоде (верхний кунгурский век).
Некоторые авторы предполагают, что загадочный эдиакарский организм Arkarua также относился к этому классу, но такая интерпретация не получила широкого признания. 

## Анатомия
Строение организма для этого класса является достаточно простым: 
Основное тело (тека) состоит из множества мелких пластин с периферийным ободком для крепления и (у некоторых видов) зоны стебелька для расширения и сжатия. Иногда наблюдается округлый и прикреплённый к телу периферийный обод. 
Главной особенностью было наличие пяти рук или амбулакров, расположенных на теле и направленных наружу от находящегося в центре рта. Амбулакры могли быть изогнутыми или прямыми. Искривлённые могли быть загнуты в одном направлении, либо два из них в противоположном направлении по сравнению с остальными. Анус располагался ниже области рта и был сформирован из небольших треугольных пластин, формирующих коническую область. На нижней поверхности тека пластины отсутствовали.
Виды эдриоастероидей различаются кривизной амбулакров, формой пластин и орнаментом. Режим существования — неподвижный; часто прикреплялись с помощью стебля из мелких пластин к твёрдым предметам, таким как карбонатное дно или раковины. В некоторых случаях замечены реликтовые включения. 
У дискоцистинид область между телом и периферическим ободком могла выдвигаться и втягиваться; при этом они разделялись. Периферический обод был основанием стебля, который прикреплялся к поверхности. Под телом располагалась лежачая зона, ширина которой у рода Giganticlavus составляла около 12 миллиметров, за ней следовала педункулярная зона, прикрепленная к периферическому ободу длиной 12 миллиметров..

## Классификация
Неполный список родов:
- Walcottidiscus (oldest undisputed edrioasteroid, from the Middle Cambrian Burgess Shale community)

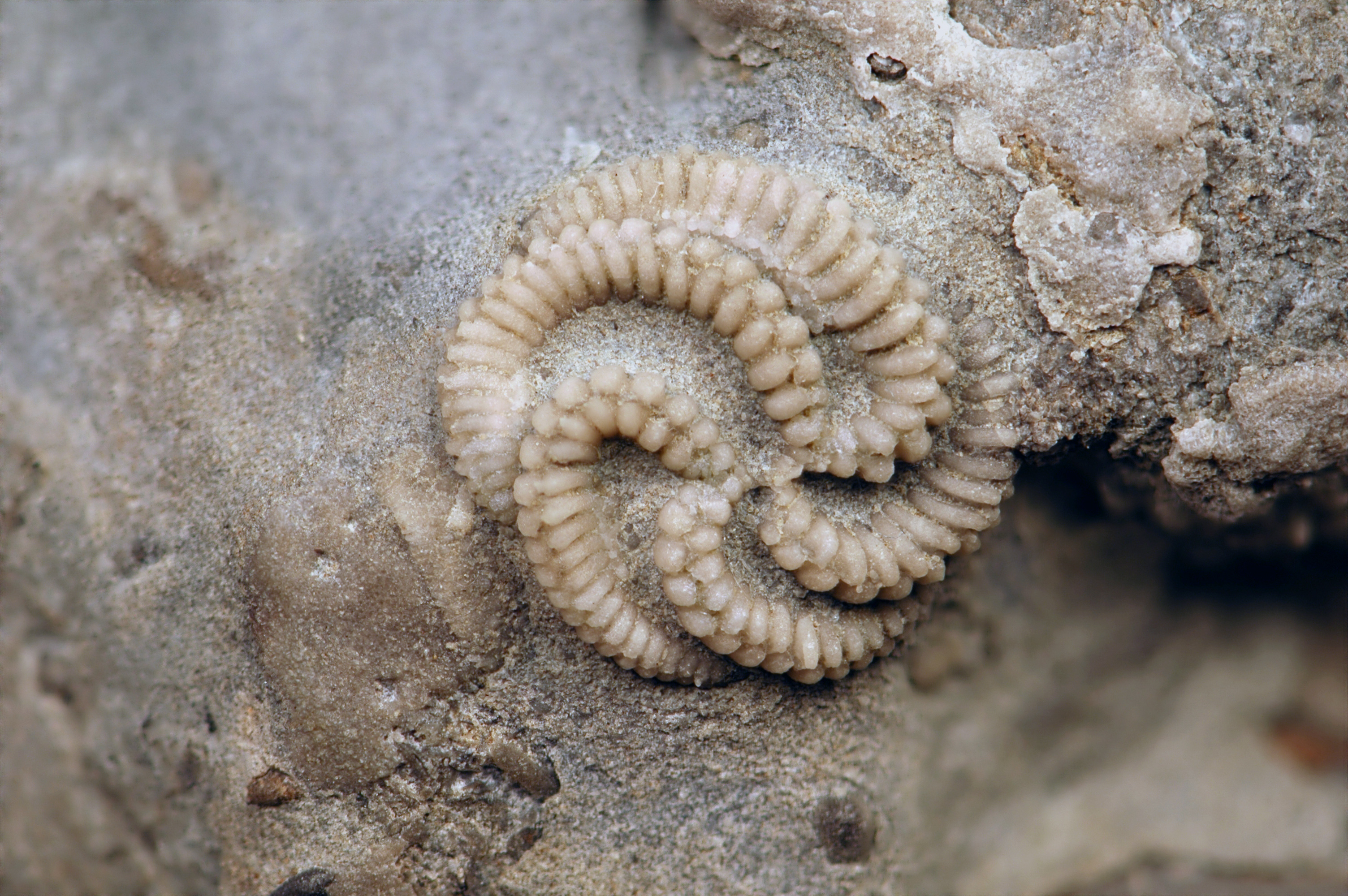
Streptaster vorticellatus (размером 13 мм) из формации Белльвю на севере штата Кентукки, США

  - W. typicalus
- Kailidiscus
  - K. chinensis
- Edrioaster (типовой род)
  - E. bigsbyi
  - E. priscus
- Edriophus
  - E. levis
- Paredriophus
  - P. elongatus
- Totiglobus
  - T. nimius
  - T. lloydi
- Lebedodiscus
- Foerstediscus
  - F. grandi
  - F. splendens

- Cystaster
  - C. stellatus
- Cryptogoleus
  - C. chapmani
- Bellochthus
- Cryptogoleus
  - C. chapmani
- Carneyella
  - C. pilea
  - C. faberi
  - C. ulrichi
- Isorophus
  - I. cincinnatiensis
- Isorophusella
- Rectitriordo
- Agelacrinites
- Krama
  - K. devonicum (Bassler), 1936
- Parakrama
- Hemicystites
  - H. bohemica
  - H. chapmani
  - H. devonicus

- Streptaster
  - S. vorticellatus
- Neoisorophusella
  - N. lanei
  - N. berryi
  - N. maslennikovi
  - N. whitesidei
- Curvitriordo
- Thresherodiscus
  - T. ramosa (Foerste, 1914)
- Postibulla
  - P. westergaardi
- Parapostibulla
  - P. belli
  - P. graysoni
- Eopostibulla
- Pyrgopostibulla
- Torquerisediscus
- Cooperidiscus
- Dynocystis
- Stalticodiscus
- Ulrichidiscus
- Clavidiscus
- Discocystis
- Hypsiclavus
- Spiraclavus
- Giganticlavus
- Lispidecodus
  - L. plinthotus (Kesling, 1967)

## Галерея

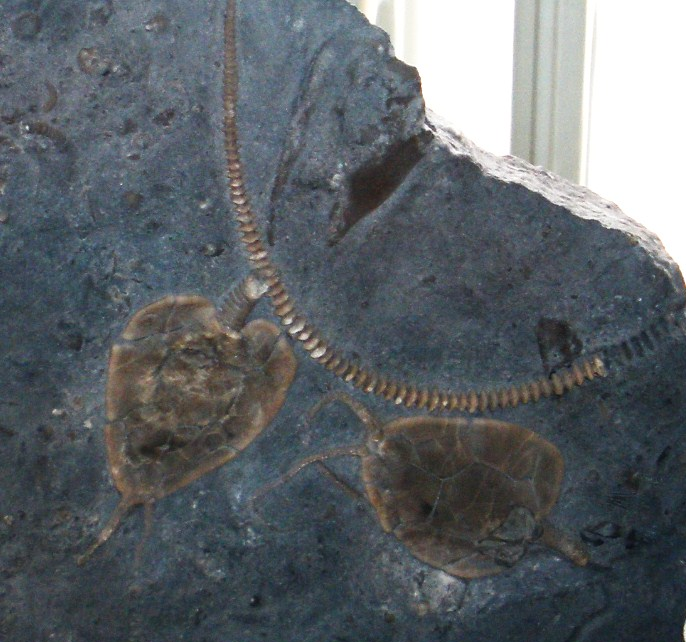
Edriophus pigsgi, средний ордовик, Канада
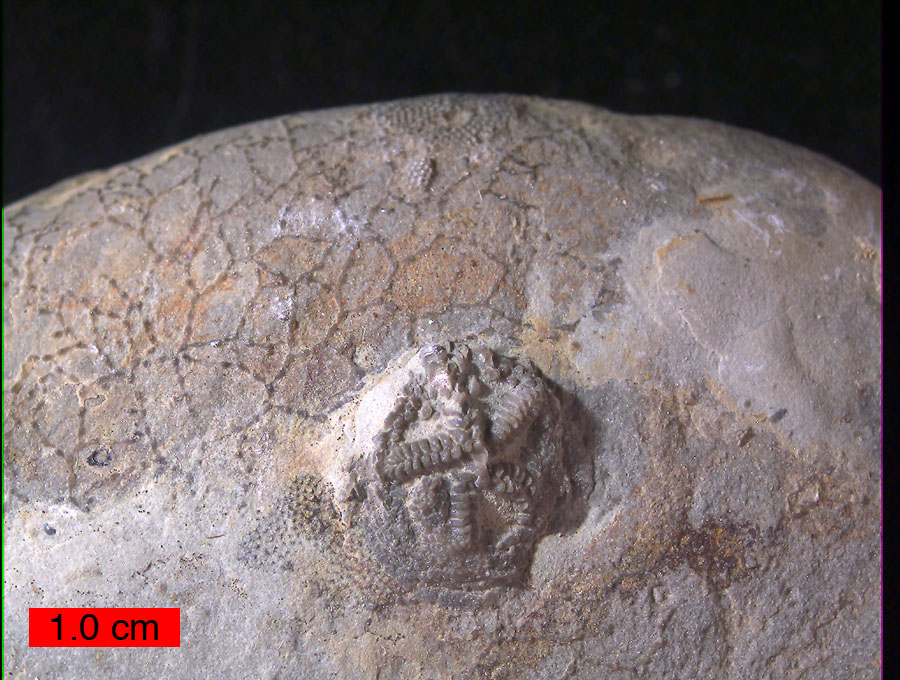
Cystaster stellatus, верхний ордовик, Северный Кентукки